# Wasserfall Schwarzwasserbach

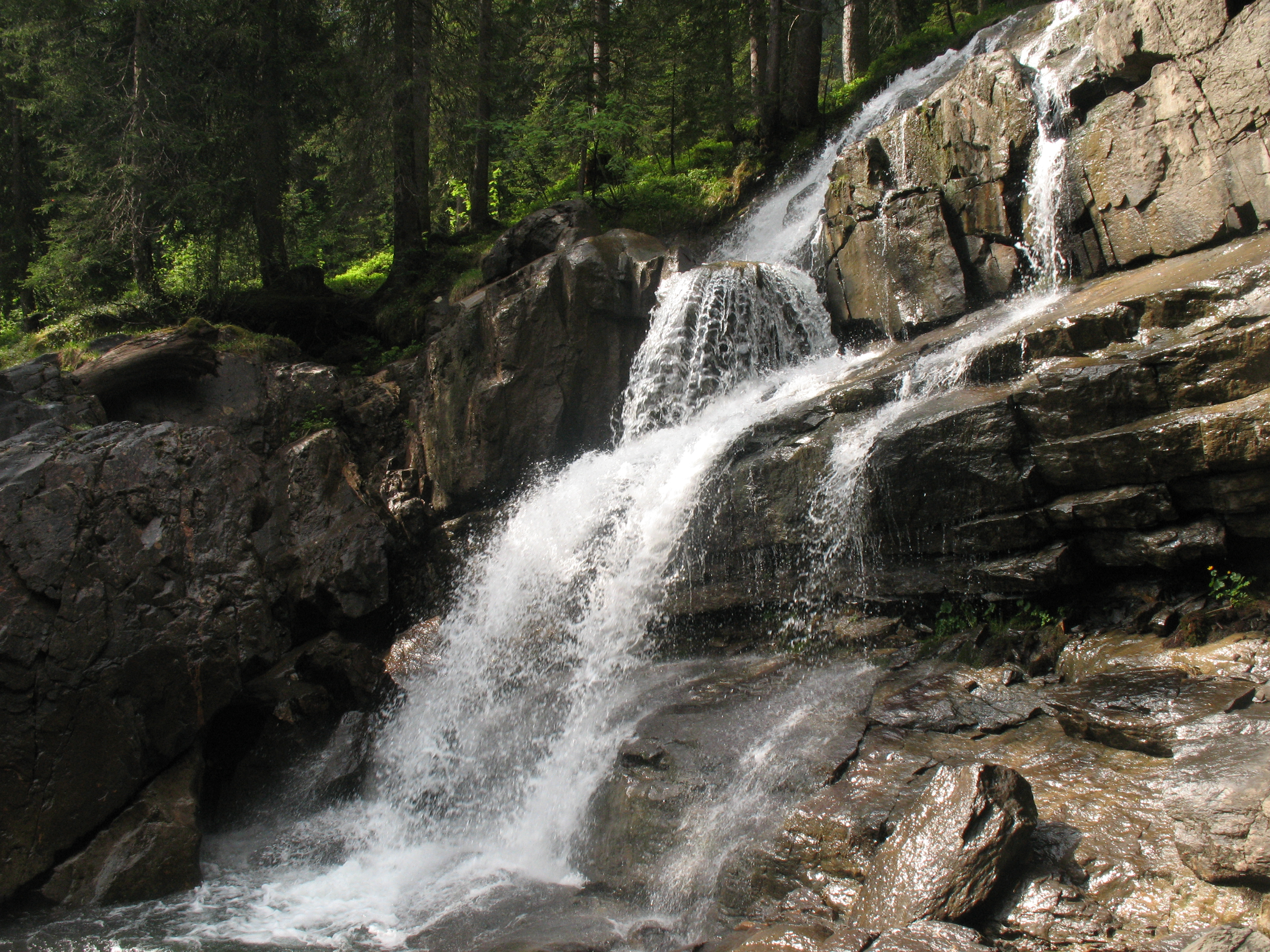
Wasserfall Schwarzwasserbach in Mittelberg, Vorarlberg, Österreich

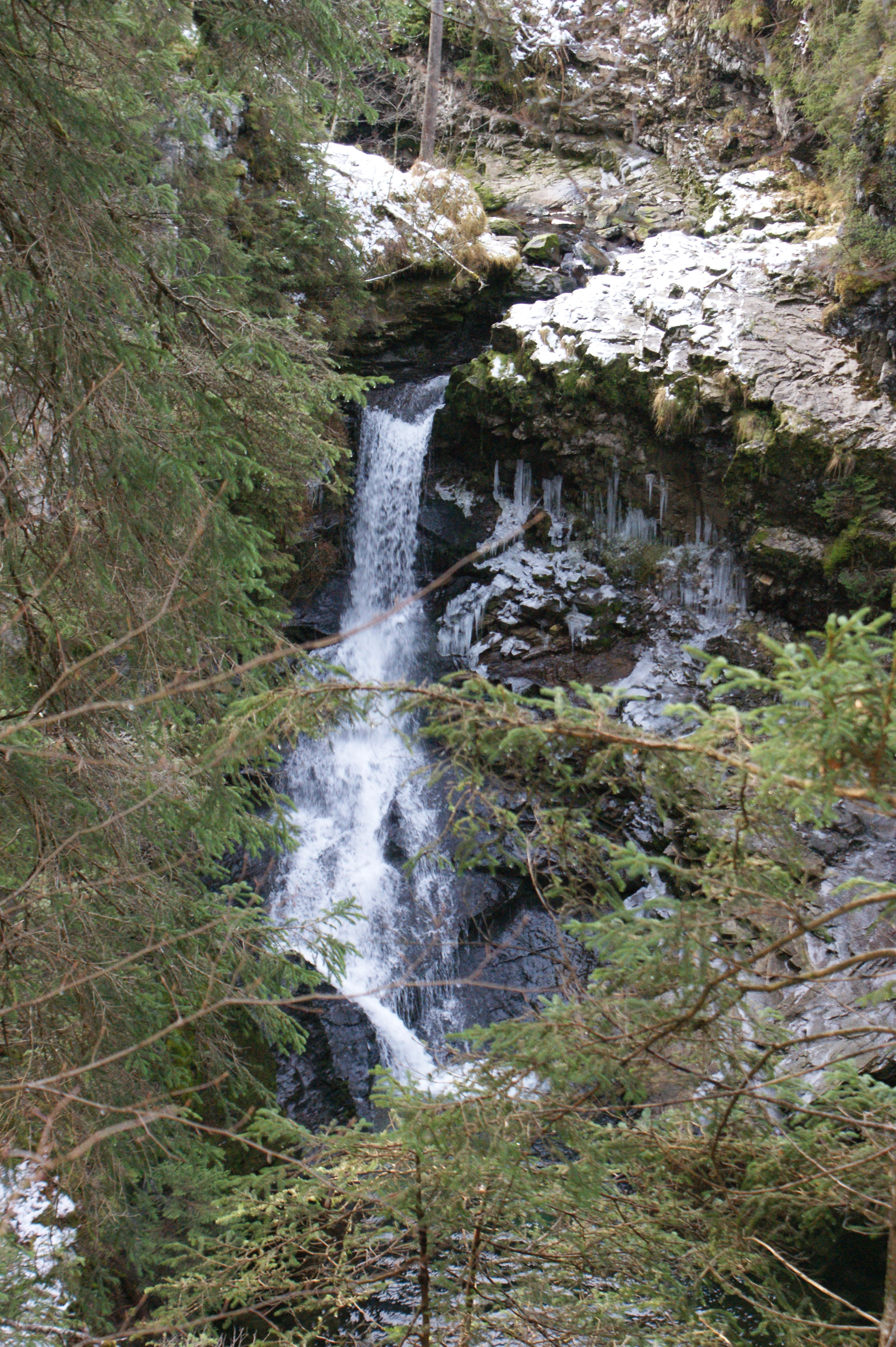
Der Wasserfall im Winter 2019 bei Niedrigwasser

Das Naturdenkmal Wasserfall Schwarzwasserbach  befindet sich in der Parzelle Naturbrücke in der Gemeinde  Mittelberg im Bezirk Bregenz, Vorarlberg, Österreich.
Der Wasserfall ist natürlichen Ursprungs und hat etwa eine Höhe von 12 Meter. Das Naturdenkmal wurde durch die jahrtausendelange Erosionswirkung des Schwarzwasserbachs und des Aubachs (auch: Auerbach) gebildet. Es befinden sich entlang des Schwarzwasserbaches noch mehrere Wasserfälle. Dieses Naturdenkmal erhält die besonders imposante Wirkung durch den Zufluss des Aubachs wenige Meter zuvor. Der Aubach selbst entspringt nur 250 Meter darüber aus einer starken, ganzjährig verfügbaren Quelle, die vom Gottesackerplateau gespeist wird (Karstquelle).
Oberhalb, bei der Einmündung des Aubaches in den Schwarzwasserbach, befindet sich eine Straßenbrücke (Kesselschwand). Die Parzelle Naturbrücke und das Naturdenkmal befinden sich direkt bei der Straße Kesselschwand auf etwa 1065 m ü. A. (Oberkante Wasserfall) etwa bei Gewässerkilometer (Schwarzwasserbach) 2,07 (Oberkante Wasserfall). Das Ortszentrum von Riezlern ist etwa 1200 Meter Luftlinie entfernt, die L201 (Kleinwalsertalstraße) etwa 750 Meter.
Wenige Meter oberhalb der Einmündung des Aubachs in den Schwarzwasserbach befindet sich das Naturdenkmal Naturbrücke am Schwarzwasserbach und etwa 40 Meter oberhalb der Naturbrücke das Naturdenkmal Strudeltöpfe Schwarzwasserbach.